# Liste der Stolpersteine in der Provinz Salamanca
Die Liste der Stolpersteine in der Provinz Salamanca enthält die Stolpersteine, die in der Provinz Salamanca in der Autonomen Gemeinschaft Kastilien-León in Spanien vom deutschen Künstler Gunter Demnig verlegt wurden. Stolpersteine erinnern an das Schicksal der Menschen, die von den Nationalsozialisten ermordet, deportiert, vertrieben oder in den Suizid getrieben wurden. Sie liegen im Regelfall vor dem letzten selbstgewählten Wohnsitz des Opfers.
Die kastilische Übersetzung des Begriffes Stolpersteine lautet: pedres que fan ensopegar, sie werden jedoch meist piedras de la memoria (Erinnerungssteine) genannt. 

## Verlegte Stolpersteine

### Montemayor del Río
In Montemayor del Río in der Comarca Sierra de Béjar wurde ein Stolperstein verlegt.
| Stolperstein | Übersetzung | Verlegort                        | Name, Leben                   |
| ------------ | --- | -------------------------------- | ----------------------------- |
|              | IN MONTEMAYOR DEL RÍO LEBTE JUAN ACEDO BLANCO GEBOREN 1906 EXIL 1939 FRANKREICH DEPORTIERT 1940 MAUTHAUSEN ERMORDET 18-11-1941 GUSEN | Las Plazuelas Montemayor del Río | Juan Acedo Blanco (1906–1941) |

### Peñaranda de Bracamonte
In Peñaranda de Bracamonte in der Comarca Tierra de Peñaranda wurde am 28. Oktober 2023 ein Stolperstein verlegt.
| Stolperstein | Übersetzung | Verlegort                                 | Name, Leben |
| ------------ | --- | ----------------------------------------- | --- |
|              | HIER LEBTE BENITO MARTÍN DEL ÁGUILA GEBOREN 1906 EXIL 1939 FRANKREICH DEPORTIERT 1940 MAUTHAUSEN ERMORDET 9-11-1941 GUSEN | Calle Chamberí, 1 Peñaranda de Bracamonte | Benito Martín del Águila (1906–1941) Ein zweiter Stolperstein für Benito Martín del Águila wurde in Madrid verlegt. |

### Rollán
In Rollán wurden bisher drei Stolpersteine an einer Stelle verlegt.
| Stolperstein | Übersetzung | Verlegort               | Name, Leben                                                  |
| ------------ | --- | ----------------------- | ------------------------------------------------------------ |
|              | HIER LEBTE LUIS PÉREZ BENITO GEBOREN 1915 EXILIERT 1939 FRANKREICH SS 'STANBROOK' DEPORTIERT 1944 BUCHENWALD BEFREIT | Calle Iglesia, 1 Rollán | Luis Pérez Benito (1915–)                                    |
|              | HIER LEBTE PEDRO PÉREZ BENITO GEBOREN 1908 EXILIERT 1939 FRANKREICH DEPORTIERT 1944 SACHSENHAUSEN BEFREIT            | Calle Iglesia, 1 Rollán | Pedro Pérez Benito (1908–)                                   |
|              | HIER LEBTE FELIPE BORREGO MAGRO GEBOREN 1923 EXILIERT 1939 FRANKREICH DEPORTIERT 1944 BUCHENWALD BEFREIT FLOSSENBÜRG | Calle Iglesia, 1 Rollán | Felipe Borrego Magro (1923–), starb kurz nach der Befreiung. |

### Salamanca
In Salamanca wurden bisher zwei Stolpersteine an einer Stelle verlegt.
| Stolperstein | Übersetzung | Verlegort                                                     | Name, Leben                       |
| ------------ | --- | ------------------------------------------------------------- | --------------------------------- |
|              | HIER STUDIERTE JOAQUIN GARCÍA BELLIDO GEBOREN 1882 EXIL 1939 FRANKREICH WIDERSTAND DEPORTIERT 1944 BUCHENWALD BEFREIT | Av. de los Maristas vor dem IES «Fray Luis de León» Salamanca | Joaquín García Bellido (1882–)    |
|              | HIER STUDIERTE MARIANO SAN ILDEFONSO GEBOREN 1914 EXIL 1939 FRANKREICH IM WIDERSTAND DEPORTIERT 1944 DACHAU BEFREIT   | Av. de los Maristas vor dem IES «Fray Luis de León» Salamanca | Mariano San Ildefonso (1914–1981) |

### Salmoral
In Salmoral wurde am 28. Oktober 2023 ein Stolperstein verlegt.
| Stolperstein | Übersetzung | Verlegort            | Name, Leben                      |
| ------------ | --- | -------------------- | -------------------------------- |
|              | HIER LEBTE MANUEL GARCÍA GARCÍA GEBOREN 1915 EXIL 1939 FRANKREICH DEPORTIERT 1941 MAUTHAUSEN ERMORDET 3-7-1942 GUSEN | Plaza Mayor Salmoral | Manuel García García (1915–1942) |

### Villavieja de Yeltes
In Villavieja de Yeltes wurde ein Stolperstein verlegt.
| Stolperstein | Übersetzung | Verlegort                        | Name, Leben                           |
| ------------ | --- | -------------------------------- | ------------------------------------- |
|              | HIER LEBTE FRANCISCO CUADRADO SIERRA GEBOREN 1923 EXIL 1939 FRANKREICH DEPORTIERT 1944 BUCHENWALD ERMORDET 1944 WEIMAR | Calle Cruce Villavieja de Yeltes | Francisco Cuadrado Sierra (1923–1944) |

## Verlegedaten
- 20. Juli 2023: Rollán[4]
- 28. Oktober 2023: Peñaranda de Bracamonte, Salmoral
- 14. Oktober 2024: Sierra de Béjar
- 21. März 2024: Salamanca
- 19. Oktober 2024: Villavieja de Yeltes

Geplant sind insgesamt 40 Stolpersteine in dieser Provinz, darunter fünf in Salamanca und jeweils zwei in Alba de Tormes und in Mozárbez.